# 吕村 (上马恩省)
吕村（法語：Rupt，法語發音：[ʁy]）是法国上马恩省的一个市镇，属于圣迪济耶区。

## 地理
吕村（48°25'26"N, 5°8'25"E）面积6.53 平方千米，位于法国大東部大區上马恩省，该省份为法国东北部内陆省份，北起马恩省和默兹省，西接奥布省，西南接科多尔省，东南接上索恩省，东临孚日省。
与吕村接壤的市镇（或旧市镇、城区）包括：弗龙维尔、茹安维尔、圣于尔班-马孔库尔。

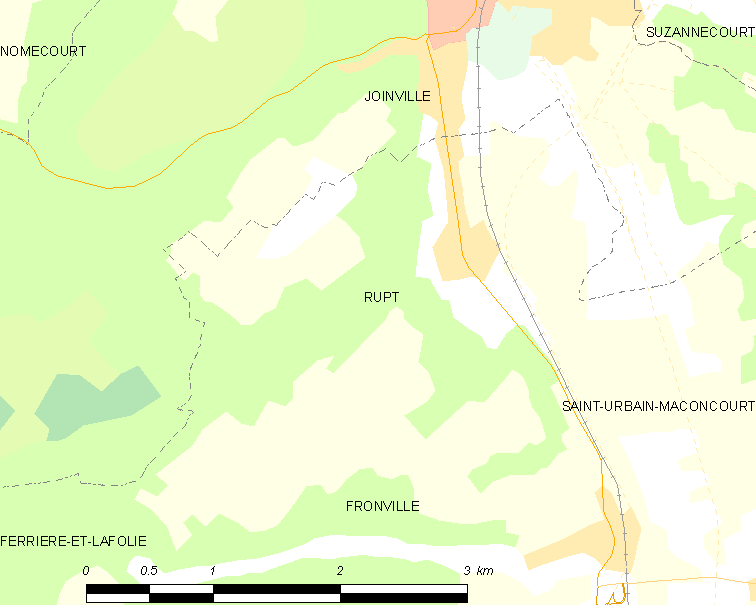
的OSM定位图

吕村的时区为UTC+01:00、UTC+02:00（夏令时）。

## 行政
吕村的邮政编码为52300，INSEE市镇编码为52442。

## 政治
吕村所属的省级选区为茹安维尔县。

## 人口

1962-2008年间人口变化图示

吕村于2022年1月1日时的人口数量为351人。